# George Spencer (vescovo)
George Spencer (Londra, 11 dicembre 1799 – 16 luglio 1866) è stato un nobile e vescovo anglicano britannico membro della nobile famiglia Spencer.

## Biografia
Era il figlio di William Robert Spencer (1769-1834), il figlio più giovane di Lord Charles Spencer, e un pronipote di Charles Spencer, III duca di Marlborough. Fu educato allo University College (Oxford) e fu curato di Buxton fino alla sua nomina a vescovo di Madras (nell'India britannica) nel 1837. Fu anche insignito del Doctor of Divinity onorario (DD). La nomina vescovile arrivò attraverso l'influenza di John Hobhouse, I barone Broughton, suo cognato.
Dopo aver lasciato la sua sede nel 1849, fu in seguito pastore della Marboeuf Chapel (chiesa protestante inglese) a Parigi e poi cancelliere della Cattedrale di St Paul Il suo ultimo incarico è stato come rettore di Walton on the Wolds, nel Leicestershire.

## Famiglia
Spencer sposò nel 1823 Harriet Theodora, figlia di Benjamin Hobhouse. la coppia ebbe due figli e tre figlie. Il fratello di George, Aubrey Spencer (1795-1872) divenne primo vescovo di Terranova nel 1839, poi vescovo della Giamaica.

## Ascendenza
|                                    |              |                               | Genitori                                |  |  | Nonni |  |  | Bisnonni                                 |  |  | Trisnonni                                |  |
|                                    |              |                               |                                         |  |  |       |  |  | Charles Spencer, III duca di Marlborough |  |  | Charles Spencer, III conte di Sunderland |  |
|                                    |              |                               |                                         |  |  |       |  |  | Charles Spencer, III duca di Marlborough |  |  | Charles Spencer, III conte di Sunderland |  |
|                                    |              | Anne Churchill                |                                         |  |  |       |  |  | Charles Spencer, III duca di Marlborough |  |  |                                          |  |
| Charles Spencer                    |              |                               |                                         |  |  |       |  |  | Charles Spencer, III duca di Marlborough |  |  |                                          |  |
|                                    |              | Elizabeth Trevor              | Thomas Trevor, II barone Trevor         |  |  |       |  |  |                                          |  |  |                                          |  |
|                                    |              | Elizabeth Trevor              | Thomas Trevor, II barone Trevor         |  |  |       |  |  |                                          |  |  |                                          |  |
|                                    |              | Elizabeth Trevor              | Elizabeth Burrell                       |  |  |       |  |  |                                          |  |  |                                          |  |
| William Robert Spencer             |              | Elizabeth Trevor              |                                         |  |  |       |  |  |                                          |  |  |                                          |  |
|                                    |              | Vere Beauclerk, I barone Vere | Charles Beauclerk, I duca di St. Albans |  |  |       |  |  |                                          |  |  |                                          |  |
|                                    |              | Vere Beauclerk, I barone Vere | Charles Beauclerk, I duca di St. Albans |  |  |       |  |  |                                          |  |  |                                          |  |
|                                    |              | Vere Beauclerk, I barone Vere | Diana de Vere                           |  |  |       |  |  |                                          |  |  |                                          |  |
| Mary Beauclerk                     |              | Vere Beauclerk, I barone Vere |                                         |  |  |       |  |  |                                          |  |  |                                          |  |
|                                    |              | Mary Chambers                 | Thomas Chambers                         |  |  |       |  |  |                                          |  |  |                                          |  |
|                                    |              | Mary Chambers                 | Thomas Chambers                         |  |  |       |  |  |                                          |  |  |                                          |  |
|                                    |              | Mary Chambers                 | Mary Berkeley                           |  |  |       |  |  |                                          |  |  |                                          |  |
| George Spencer                     |              | Mary Chambers                 |                                         |  |  |       |  |  |                                          |  |  |                                          |  |
|                                    | John Jenison | John Jenison                  |                                         |  |  |       |  |  |                                          |  |  |                                          |  |
|                                    | John Jenison | John Jenison                  |                                         |  |  |       |  |  |                                          |  |  |                                          |  |
|                                    | John Jenison | Sarah Williams                |                                         |  |  |       |  |  |                                          |  |  |                                          |  |
| Francis, conte di Jenison-Walworth | John Jenison |                               |                                         |  |  |       |  |  |                                          |  |  |                                          |  |
|                                    |              | Elizabeth Sandford            | Francis Sandford                        |  |  |       |  |  |                                          |  |  |                                          |  |
|                                    |              | Elizabeth Sandford            | Francis Sandford                        |  |  |       |  |  |                                          |  |  |                                          |  |
|                                    |              | Elizabeth Sandford            | …                                       |  |  |       |  |  |                                          |  |  |                                          |  |
| Susan Jenison-Walworth             |              | Elizabeth Sandford            |                                         |  |  |       |  |  |                                          |  |  |                                          |  |
|                                    |              | Alexander Smith               | …                                       |  |  |       |  |  |                                          |  |  |                                          |  |
|                                    |              | Alexander Smith               | …                                       |  |  |       |  |  |                                          |  |  |                                          |  |
|                                    |              | Alexander Smith               | …                                       |  |  |       |  |  |                                          |  |  |                                          |  |
| Charlotte Smith                    |              | Alexander Smith               |                                         |  |  |       |  |  |                                          |  |  |                                          |  |
|                                    |              | …                             | …                                       |  |  |       |  |  |                                          |  |  |                                          |  |
|                                    |              | …                             | …                                       |  |  |       |  |  |                                          |  |  |                                          |  |
|                                    |              | …                             | …                                       |  |  |       |  |  |                                          |  |  |                                          |  |
|                                    |              | …                             |                                         |  |  |       |  |  |                                          |  |  |                                          |  |